# Schaal van Kardasjov
De schaal van Kardasjov is een door de Russische astronoom Nikolaj Kardasjov voorgestelde indeling voor de technologische ontwikkeling van beschavingen.

## Schaal
In de originele versie heeft de schaal drie categorieën, waarin beschavingen op basis van hun energieproductie ingedeeld worden:
- Type I: De beschaving is in staat alle op een planeet beschikbare energie te gebruiken. Dat is ongeveer 1016 W (voor de Aarde zelfs iets meer dan 1,74×1017 W).
- Type II: De beschaving is in staat alle beschikbare energie die uitgaat van een enkele ster te gebruiken. Dat is ongeveer 1026 W. Een veronderstelde type-II-beschaving zou een Dysonbol of een gelijkaardige constructie kunnen gebruiken om de totale energie-uitstoot van een ster te winnen.
- Type III: De beschaving is in staat de totaal beschikbare energie in een sterrenstelsel te gebruiken. Dat is ongeveer 1036 W.

De menselijke beschaving bevindt zich nog ergens onder type I, aangezien we slechts een deel van de beschikbare energie op de Aarde weten te gebruiken. Je zou de mensheid dus als "type 0" aan kunnen duiden. 
Hoewel in de oorspronkelijke schaal van Kardasjov geen tussenliggende waarden voorzien waren, heeft Carl Sagan geprobeerd te interpoleren. Hij schatte de status van de mensheid op 0,7 in 1973 op basis van de volgende formule: 
{\displaystyle K={\frac {\log _{10}{W}-6}{10}}}
Als we in deze formule het energieverbruik van de mensheid in 2020 invullen, 1,5×1013 W, scoren we nu 0,72.

## Uitbreidingen
De schaal kan verder uitgebreid worden met bijvoorbeeld onderstaande type beschavingen. Deze twee niveaus waren niet opgenomen in de oorspronkelijke schaal van Kardasjov.
- Type IV: De beschaving kan alle beschikbare energie in een supercluster van sterrenstelsels gebruiken. Dat is ongeveer 1046 W.
- Type V: De beschaving kan alle beschikbare energie in het hele heelal gebruiken. Dat is ongeveer 1054 W.